# Сеймур, Эдвард, 5-й баронет

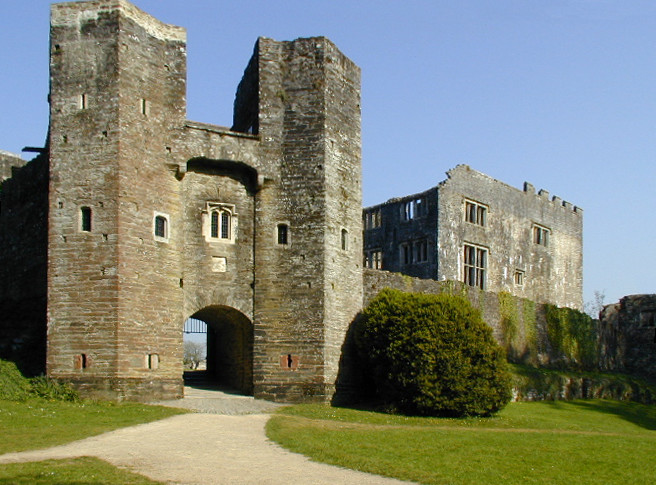
Замок Берри-Померой и руины старого дома

Эдвард Сеймур из Берри-Померой, 5-й баронет (англ. Sir Edward Seymour, 5th Baronet; 1660 или 1663 — 29 декабря 1740) — английский дворянин, землевладелец и политик-тори.

## Ранняя жизнь
Эдвард Сеймур был крещен 18 декабря 1663 года. Старший сын политика-роялиста, сэра Эдварда Сеймура, 4-го баронета (1633—1708), и его первой жены Маргарет Уэйл (1640—1674) . Он поступил в Крайст-Черч, Оксфорд, в 1679 году. Он женился на своей двоюродной сестре Летиции Пофэм (? — 1738), дочери сэра Фрэнсиса Пофэма (1646—1674) из Литлкота, Уилтшир, и его жены Элеонор Роджерс 11 августа 1685 года. Она также была племянницей его мачехи, также названной Летицией Пофэм, которая умерла в 1714 году.

## Карьера
На парламентских выборах в Англии 1690 года Эдвард Сеймур был избран в качестве члена парламента от Уэст-Луи. Он ушел в отставку на выборах в Англии в 1695 году .
Эдвард Сеймур унаследовал от своего отца 17 февраля 1708 года баронетство и огромный оригинальный Брэдли-хаус в Уилтшире. На парламентских выборах в Великобритании 1708 года он отстаивал свои собственные интересы в качестве члена парламента от тори от Тотнеса. Он не произвел особого впечатления, но проголосовал против импичмента доктора Сачеверелла. На выборах в Великобритании в 1710 году он был избран в качестве члена парламента от Грейт-Бедвина вместе с лордом Брюсом. Он был внесен в список «достойных патриотов», который помог выявить недостатки в управлении предыдущей администрацией, но высказал оговорки в отношении администрации Тори в Харли. Его снова избрали в Палату общин от Грейт-Бедвина на выборах 1713 года, но не баллотировался в 1715 году.
Эдвард Сеймур достроил Брэдли-хаус в 1710 году, что позволило семье покинуть свое разрушающееся поместье в замке Берри-Померой в Девоне. Он также приобрел и перестроил Рамвелл-Холл в Бишоп-Халле, Сомерсет, в 1733 году.

## Смерть и наследие
Эдвард Сеймур умер 29 декабря 1740 года. От жены у него было двенадцать детей:
- Эдвард Сеймур, 8-й герцог Сомерсет (17 января 1694 — 15 декабря 1757), старший сын и преемник отца
- Фрэнсис Сеймур из Шерборна, Дорсет (1697 — 23 декабря 1761), дважды депутат Палаты общин в 1732—1741 годах
- Александр Сеймур (умер 3 апреля 1731 года), не женат
- Уильям Сеймур из Ист-Нойла, Уилтшир (1713 — 5 января 1746/1747), 1-я жена с 1737 года Элизабет Хиппи (? — 1741/1742), дочь Джона Хиппи из Фроума, Сомерсет; 2-я жена с 1745 года Мэри Хайд (? — 1753), дочь Самуила Гайда из Бромли, Кент.
- Летиция Сеймур, вышла замуж за Джона Гэппера
- Маргарет Сеймур, замужем за Ричардом Джонсом из Рамсбери
- Элизабет Сеймур (умерла 5 мая 1756 года), замужем за Генри Хангерфордом из Филда
- Энн Сеймур (ум. февраль 1755), замужем за Уильямом Скроггсом из Чут-Лоджа
- Элеонора Сеймур (ум. в 1756 году?), не замужем
- Мэри Сеймур, замужем за преподобным Хэммондом
- Джейн Сеймур, замужем за Уильямом Колманом из Гарнхея
- Кэтрин Сеймур, замужем за Джоном Филиппом Фером из Бристоля.

Его титул и поместье перешли к его старшему сыну Эдварду, который воссоединил две ветви семьи Сеймур, когда унаследовал герцогство Сомерсет в 1750 году.